# 杨干
杨干（1921年—1999年），原名杨淦，江苏南通人。中华人民共和国政治人物。

## 生平
1937年，侵华日军攻占南通后，他先后参加救亡运动和地下抗日武装。同年9月，途经台州去皖南投奔新四军时滞留临海，到上盘沙基盐场做临时工，之后在两浙食盐收运处当统计员。1939年3月，加入中国共产党。1940年3月起，任中共乐清县委宣传部部长、中共临海县委特派员。1941年2月，中共台属特委委员郑梅迪抵达楚门，恢复中共玉环县委，吕平任书记，杨干为组织部长，郑梅欣为宣传部长。但由于玉环情况恶化，同年11月，杨干、郑梅欣返回乐清。1942年2月，中共象山县工作委员会成立，他担任书记（至同年7月，副书记为林默之）。但由于活动被国民党察觉，领导人先后撤离。7月18日，国民党大肆抓捕临海中共人员，临海特派员吴瑛、原台属特委委员林尧、三门县特派员杨炎宾、特委交通员应钧等人被捕，临海北乡、西乡、东乡和城区的党组织也遭到破坏。1942年9月，中共台属调杨干为临海县特派员，由他主持整顿组织，恢复联系，营救被捕同志。完成任务后，他同王槐秋、鲁冰等撤至浙东抗日根据地，任新四军浙东游击纵队教导大队政治教员、特务大队政治指导员。1945年，他跟随新四军浙东游击纵队北撤。国共内战爆发后，他出任新四军苏浙军区第一纵队政治部一科副科长，第三野战军九兵团政治部保卫部二科科长，期间参加了鲁南战役、孟良崮战役、莱芜战役、淮海战役、渡江战役等。
中华人民共和国成立后，他担任中国人民志愿军第二十六军政治部保卫部副部长，跟随参加朝鲜战争。回国后，他历任南京军区保卫部副部长，上海警备区军事检察院检察长，上海警备区后勤部政治处主任等职。1969年12月，离职。1999年去世。